# 桑托尼奥·霍尔姆斯
桑托尼奥·霍尔姆斯（英語：Santonio Holmes Jr.，1984年3月3日—）是一名美式足球外接手，现效力于国家橄榄球联盟的纽约喷气机队。
他大学期间在俄亥俄州立大学七叶树（Ohio State Buckeyes）打球，于2006年第一轮被匹兹堡钢人队选中。2009年获得超级碗冠军并当选超级碗最有价值球员。2010年转会至纽约喷气机队。